# Rhum Grand Fond Galion
Le rhum Grand Fond Galion est un rhum de sucrerie produit à La Trinité en Martinique (France).

## Production
La plantation Grand Fond distille le rhum blanc de tradition Grand fond et un rhum grand arôme. 